# De Kampen (Friesland)
De Kampen is een nederzetting in de gemeente Waadhoeke, in de Nederlandse  provincie Friesland. De plaats ligt aan de Wommelseweg direct ten zuiden Tzum, vlak bij de splitsing met de Slotwei.
In 1433 werd de plaats vermeld als (Op) dae Campen en in 1640 als De Campen. Het bestond toen uit één boerderij. Bij de plaats ligt een huisterp van hoge archeologische waarde.
Over de status van De Kampen heerst enige onduidelijkheid. De plaats wordt door het kadaster niet gezien als buurtschap. Volgens Gildemacher is de buurtschap verdwenen. De Nieuwe Encyclopedie van Fryslân uit 2016 noemt De Kampen als buurtschap van Tzum. Volgens Henk Kreger werden in de 19e eeuw drie boerderijen gebouwd en volgens kadastergegevens werden in 1930 twee boerderijen gebouwd in of bij de nederzetting. Onbekend is of dit nieuwbouw is, of vervanging van reeds bestaande gebouwen. Onduidelijk is ook  of bovengenoemde boerderijen tot een buurtschap konden worden gerekend.
De plaatsnaam zou duiden op een stukjes land die waren afgescheiden. Minder waarschijnlijk is dat de naam teruggaat naar een Romeins kamp dat hier vlak na het begin van de christelijke jaartelling gestationeerd zou zijn geweest.
Steden, dorpen en gehuchten: Achlum · Baijum · Beetgum · Beetgumermolen · Berlikum · Blessum · Boer · Boksum · Deinum · Dongjum · Dronrijp · Engelum · Firdgum · Franeker · Herbaijum · Hitzum · Klooster-Lidlum · Marssum · Menaldum · Minnertsga · Nij Altoenae · Oosterbierum · Oude Leije (klein deel) · Oudebildtzijl · Peins · Pietersbierum · Ried · Ritsumazijl · Schalsum · Schingen · Sexbierum · Sint Annaparochie · Sint Jacobiparochie · Slappeterp · Spannum · Tzum · Tzummarum · Vrouwenparochie · Welsrijp · Westhoek · Wier · Winsum · Zweins

Buurtschappen: Arkens · Bonkwerd · De Vlaren · Dijkshoek · Doijum · Fatum · Hatsum · Het Hooghout · Kie · Kiesterzijl · Kingmatille · Klooster Anjum · Koehool · Laakwerd · Lutjelollum · Miedum · Nieuwebildtzijl · Oosterend · Oosthoek · Rewerd (deels) · Roptazijl (deels) · Salverd · Schildum · Sopsum · Stad Niks · Tolsum · Tritzum · Tjeppenboer · Vrouwbuurtstermolen (deels) ·  Weakens · Westerend · Zwarte Haan

Voormalige buurtschappen:Barrum · De Kampen · De Poelen · Dijksterhuizen · Franjumerburen · Holprijp · Koum · Langwerd · Teetlum · Memerd · War 

Friesland: Steden en dorpen      Nederland: Provincies · Gemeenten